# (47171) Lempo
(47171) Lempo – jeden z obiektów transneptunowych z pasa Kuipera.

## Odkrycie i nazwa
Planetoida ta została odkryta 1 października 1999 przez astronomów Erica Rubensteina i Louisa-Gregory’ego Strolgera z Narodowego Obserwatorium Kitt Peak w Arizonie.
Początkowo planetoida nosiła prowizoryczne oznaczenie 1999 TC36. W 2002 roku otrzymała numer 47171. W październiku 2017 została nazwana Lempo, imieniem jednego z demonów w mitologii fińskiej.

## Orbita
Orbita (47171) Lempo nachylona jest do płaszczyzny ekliptyki pod kątem 8,42°. Na jeden obieg wokół Słońca ciało to potrzebuje 245,5 roku, krążąc w średniej odległości 39,21 au od Słońca. Mimośród orbity tej planetoidy to 0,22. Zaliczana jest do obiektów typu plutonek, pozostając w rezonansie orbitalnym 2:3 z Neptunem.

## Właściwości fizyczne
(47171) Lempo jest obiektem potrójnym. Cały system odbija światło jak pojedynczy obiekt o średnicy efektywnej ok. 393 km, wielkości absolutnej 5,41m i albedo równym 0,08.
Księżyc planetoidy nazwany Paha został odkryty przez C.A. Trujillo i M.E. Browna za pomocą teleskopu Hubble’a. Obserwacji dokonano 8 grudnia 2001, a odkrycie ogłoszono 10 stycznia 2002 roku. Księżyc ten ma wielkość szacowaną na ok. 132 +8−9 km, krąży w odległości ok. 7411 ± 12 km od składnika głównego w czasie ok. 50,3 dnia.
W październiku 2007, po ponownym przeanalizowaniu obserwacji za pomocą teleskopu Hubble’a, stwierdzono, że obiekt centralny sam składa się z dwóch składników o średnicach 272 +17−19 km i 251 +16−17 km krążących wokół środka masy w odległości 867 ± 11 km w czasie 1,9 doby (jest to planetoida podwójna). Okres obrotu głównego składnika wokół własnej osi to około 45,8 godziny.
Mniejszy składnik otrzymał w 2017 nazwę Hiisi. Demony Hiisii i Paha były pomocnikami Lempo w mitologii fińskiej, razem udało im się pokonać bohatera Väinämöinena.